# Prince Edward Island

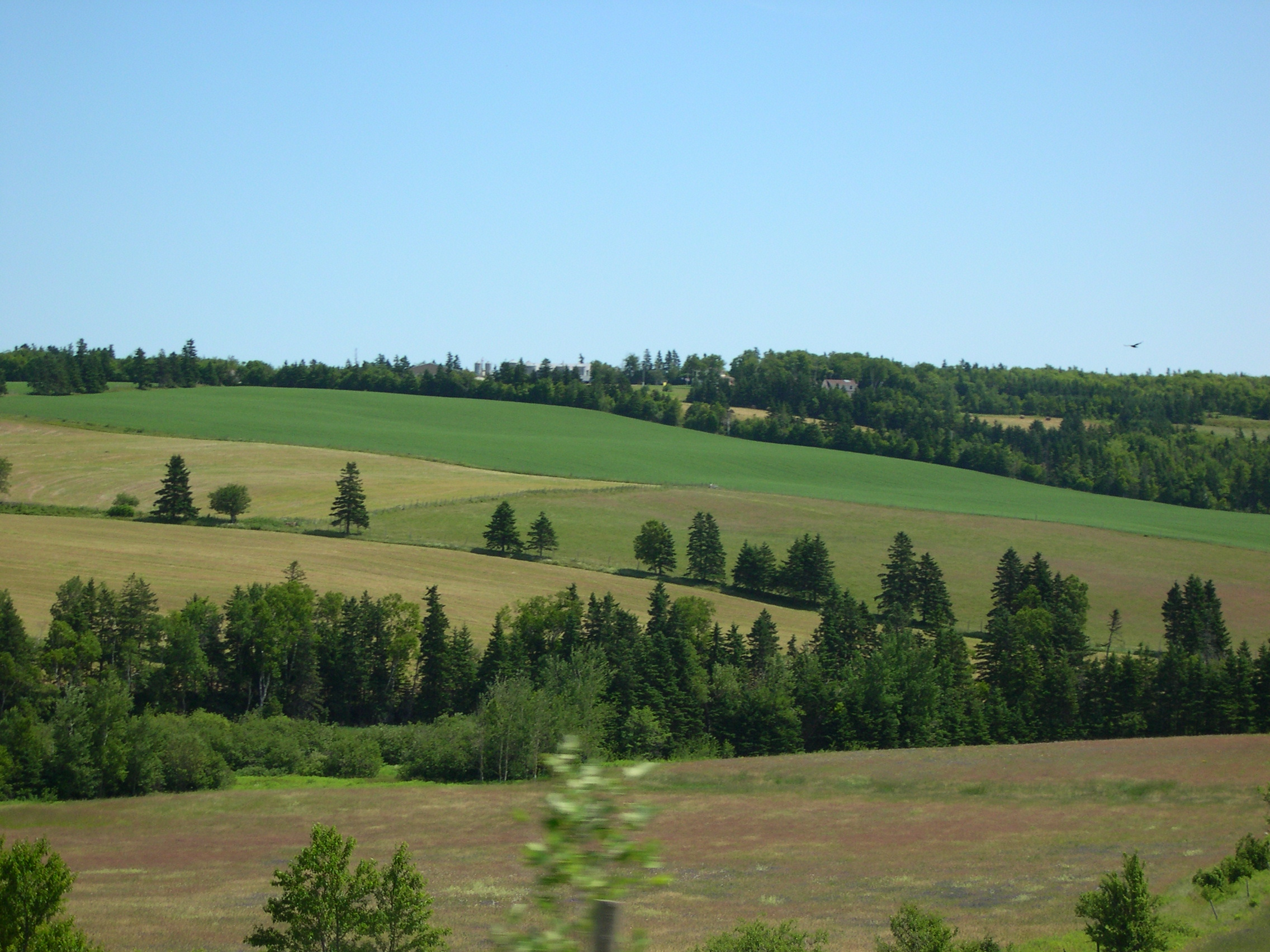
Landskapet på Prince Edward Island

Prince Edward Island (i äldre eller litterära texter även Prins Edvards ö eller Prins Edwards ö; franska: Île-du-Prince-Édouard) är en ö och en provins i Kanada, belägen norr om Nova Scotia, i Saint Lawrenceviken. Provinsen, som ofta förkortas P.E.I., är 5 683 km² stor - varav huvudön 5 620 km² - och har cirka 140 000 invånare. Huvudstad är Charlottetown. Ön är sedan 1997 förbunden med fastlandet genom den 13 kilometer långa Confederation Bridge. Prince Edward Island är till majoriteten engelskspråkig, men cirka fem procent av invånarna talar franska, främst i Région Évangeline och i områden kring huvudstaden Charlottetown.
Ön är Kanadas minsta provins både beträffande utsträckning och befolkning. En majoritet bor på landsbygden. 46% av invånarna bor i städer och tätorter. Terrängen är låglänt och ön består till hälften av odlad åkermark. Potatisodlingen på ön är omfattande. 

## Historia
1534 kom Jacques Cartier till ön som förste europé. Ön kontrollerades av Frankrike från 1719 till 1758, då den ockuperades av brittiska trupper. Den 28 juni 1769 blev den en separat koloni. För att undvika förväxling med två provinshuvudstäder och för att markera sin tacksamhet till prins Edward, hertig av Kent döptes ön om från St. John Island till Prince Edward Island den 1 februari 1799. Prince Edward Island ingår sedan 1 juli 1873 i Kanada.

## Kultur
Ön är även känd genom författaren Lucy Maud Montgomerys böcker (bland annat Anne på Grönkulla) och filmer och TV-serier efter detta material (filmer om Anne, samt serien Vägen till Avonlea), som utspelar sig i slutet av 1800- och början av 1900-talet. Platsen för Green Gables, verklighetens förebild till bokens Grönkulla, utgör numera Prince Edward Islands nationalpark.

## Kommunikationer
Öns enda större flygplats finns i staden Charlottetown. Air Canada har dagliga förbindelser till bland annat Ottawa, Montréal, Toronto och Halifax. WestJet flyger till Toronto så gott som dagligen. Under sommarmånaderna finns även dagliga avgångar till New York (JFK) med Delta Air Lines.

## Utbildning
I Charlottetown finns University of Prince Edward Island sedan 1969.